# Philip Ettinger

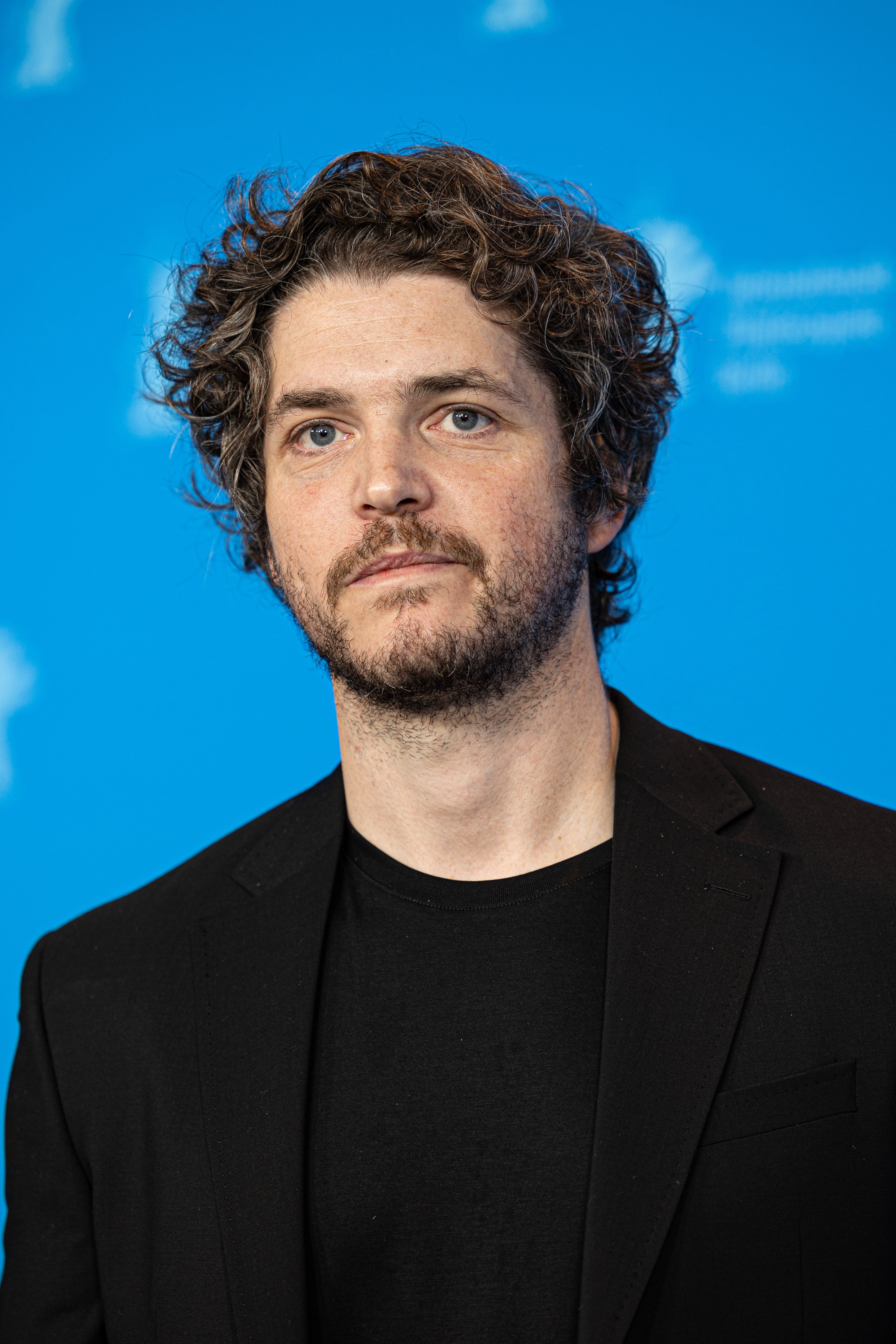
Philip Ettinger bei der Premiere von Manodrome bei der Berlinale im Februar 2023

Philip Ettinger (* 8. September 1985 in Fair Lawn, New Jersey) ist ein US-amerikanischer Film- und Theaterschauspieler. Er spielt vorwiegend schizophrene, bipolare oder suizidale Figuren.

## Leben
Philip Ettinger wurde 1985 in Fair Lawn in New Jersey geboren. Seine Familie ist jüdisch. Er besuchte die Fair Lawn High School, wo er Mitglied der Theatergruppe Masques war. Er begann ein Filmregiestudium am Emerson College in Boston, schrieb sich jedoch nach seinem ersten Studienjahr, als er die Hauptrolle in einem Theaterstück erhalten hatte, im Schauspielprogramm des William Esper Studios in New York ein. Kurz später wechselte er an die Mason Gross School of the Arts der Rutgers University in New Brunswick. Im Rahmen dieser Ausbildung verbrachte Ettinger ein Jahr am Globe Theatre in London. Er schloss sein Studium mit einem Bachelor of Fine Arts ab.
Sein Debüt als Filmschauspieler gab Ettinger in Joel Schumachers Filmdrama Twelve, in dem er in einer Hauptrolle den besten Freund des Protagonisten spielte. Es folgten Rollen in Compliance von Craig Zobel und Empörung von James Schamus. Vor allem wurde er aber für seine Rolle eines suizidalen Umweltaktivisten in Paul Schraders First Reformed bekannt, der erstmals im August 2017 im Rahmen der Filmfestspiele in Venedig gezeigt wurde und im Mai 2018 in die US-Kinos kam. In The Evening Hour von Braden King, der im Januar 2020 beim Sundance Film Festival seine Premiere feierte, spielte er in der Hauptrolle Cole Freeman. Ebenfalls 2020 war Ettinger in der Miniserie I Know This Much Is True in einer Doppelrolle als die schizophrenen Zwillinge Dominick und Thomas Birdsey zu sehen, die als Erwachsene von Mark Ruffalo gespielt werden. Eine weitere größere Rolle erhielt er in John Trengoves Thriller Manodrome, in dem er an der Seite von Jesse Eisenberg, Adrien Brody und Odessa Young zu sehen ist. In dem Filmdrama Little Brother von Sheridan O’Donnell spielte Ettinger in einer der beiden Hauptrollen den älteren Bruder von Daniel Diemer, der von diesem nach mehreren Selbstmordversuchen zurück zu seiner Familie geholt wird.

## Theaterengagements
- 2010: Edgewise, The Play Company[6]
- 2012: Bad Jews[1]

## Filmografie
- 2010: Twelve
- 2012: Compliance
- 2016: Empörung (Indignation)
- 2017: Brawl in Cell Block 99
- 2017: The Pirates of Somalia
- 2017: One Percent More Humid
- 2017: November Criminals
- 2017: First Reformed
- 2018: Tyrel
- 2019: Richie
- 2020: I Know This Much Is True (Fernsehserie, 2 Folgen)
- 2020: The Evening Hour
- 2021: Safe (Kurzfilm)
- 2022: A Friend of the Family (Fernsehserie, 3 Folgen)
- 2023: Little Brother
- 2023: Manodrome
- seit 2023: Bupkis (Fernsehserie, 7 Folgen)
- 2023: Wildcat
- 2025: After This Death

## Auszeichnungen
Lucille Lortel Award
- 2014: Nominierung als Bester Hauptdarsteller in einem Theaterstück (Bad Jews)[7]

Next Generation Indie Film Award
- 2023: Nominierung als Bester Hauptdarsteller (Little Brother)[8]